# 张振新 (1971年)
张振新（1971年3月—2019年9月18日），生于吉林省哲里木盟奈曼旗（今内蒙古自治区奈曼旗），先锋集团董事长，中华人民共和国企业家。

## 生平
早年毕业于东北财经大学，获经济学硕士。2000年，成立大连网信创业投资有限公司。2003年，成立了联合创业担保集团。2003年，创立先锋控股集团有限公司。2012年1月，任先锋金融集团董事长，兼任网信集团有限公司董事长。2018年5月开始，先锋系在香港证券交易所有控股三家上市公司：中新控股（8207.HK）、弘达金融控股（1822.HK）、平安证券集团控股（0231.HK，非中国平安旗下的平安证券）。2019年初，企业面临资金链问题。直至2019年10月5日，企业发布公告称：2019年9月18日，在英国伦敦切尔西及西敏医院去世，享年48周岁。在其死后，集团旗下P2P平台网信普惠已经逾期。